# 尹錫亀
尹 錫亀（ユン・ソック、朝鮮語: 윤석구/尹錫龜、1892年3月15日 - 1950年9月）は、日本統治時代の朝鮮の独立運動家、教育者、大韓民国の政治家。逓信部長官、制憲韓国国会議員を歴任した。本貫は坡平尹氏。キリスト教徒。
ユン・ソックィ（윤석귀）というハングル表記も見られる。

## 経歴
忠清南道舒川郡華陽面出身。漢栄（漢英）中学校卒。しばらく同校で教師を務めた後、1913年から満州で独立運動に参加した。黄埔軍官学校2期を卒業した後、金九の命令で大韓民国臨時政府三水支局書記を務めた。1922年、臨時政府の資金調達の一環として帰国し、群山で亀岩洞女学校で教育を行いながら臨時政府の軍資金を工面した。その後は大韓民国臨時政府帰国準備委員を務め、漢方薬屋を経営しながら金九の帰国を手伝った。光復後は朝鮮イエス教会長老、群山建国準備委員会委員長、大韓独立促成国民会群山支部長、非常国民会議代議員、韓国独立党中央執行委員・群山特別党副委員長、過渡立法議院議員、無所属の国会議員、初代逓信部長官（1948年8月〜1949年6月）を務めた。朝鮮戦争の際、群山・大田などで反共講演を行った。一旦故郷の舒川に避難したものの、群山で日本へ渡る船を待っていたところに朝鮮人民軍に逮捕され、以後全州刑務所に収監されたが、仁川上陸作戦後の人民軍撤退の過程において銃殺された。